# Paul Sullivan
Paul Sullivan (17 aprile 1941) è un ex tennista statunitense.

## Carriera
Nei tornei del Grande Slam ha ottenuto il suo miglior risultato raggiungendo le semifinali di doppio misto agli US Open nel 1968, in coppia con la connazionale Patti Hogan.